# Јанковце
Јанковце (слч. Jankovce) насељено је мјесто са административним статусом сеоске општине (слч. obec) у округу Хумење, у Прешовском крају, Словачка Република.

## Становништво
| Година:    | 1994. | 2004.   | 2014.   | 2024.   |
| ---------- | ----- | ------- | ------- | ------- |
| Број људи: | 279   | 268     | 272     | 269     |
| Разлика:   |       | -3,94 % | +1,49 % | -1,10 % |

| Година:    | 2023. | 2024.   |
| ---------- | ----- | ------- |
| Број људи: | 270   | 269     |
| Разлика:   |       | -0,37 % |

Према подацима о броју становника из 2024. године насеље је имало 269 становника.